# Безюкевич, Александр Павлович
Александр Павлович Безюкевич (род. 25 августа 1951 года, — советский и российский военачальник. Участник боевых действий в трёх чеченских кампаниях. Заместитель командира 67-го армейского корпуса Северо-Кавказского военного округа. Генерал-майор.

## Биография
Александр Павлович Родился 25 августа 1951 г. в пос. в Пограничном Пограничного района Приморского края. Там же в 1968 году окончил среднюю школу.

### Образование
- 1972 году Дальневосточное высшее общевойсковое командное училище
- 1982 году ВАФ
- 1996 году ВА ГШ

### На воинской службе
В 1972 году окончил Дальневосточное высшее общевойсковое командное училище им. К. К. Рокоссовского (г. Благовещенск).
В 1982 году окончил Военную академию им. М. В. Фрунзе (с отличием).
В 1996 г. окончил Военную академию Генерального штаба ВС России (с отличием).
Службу проходил в Дальневосточном, Среднеазиатском, Туркестанском, Северо-Кавказском военных округах. Участвовал в трех чеченских кампаниях: 1996, 1999, 2000 гг.
Прошел все войсковые должности: командир мсв, мср, нш мсб, нш мсп, командир мотострелкового полка, начальник мсд, командир учебной дивизии, заместитель командира 67-го армейского корпуса.
С 2001 года в соответствии с Указом Президента Российской Федерации и Приказом министра обороны РФ генерал-майор Безюкевич Александр Павлович назначен военным комиссаром Краснодарского края, начальником Краснодарского гарнизона.
Службу завершил по достижении предельного возраста в 2006 г. в должности военного комиссара Краснодарского края.

### В отставке
с 2006 года в запасе. военный комиссар Краснодарского края
Начальник управления по работе с военнослужащими и воспитанию допризывной молодежи администрации Краснодарского края
С 2012 года Инспектор Группы инспекторов Объединённого стратегического командования Южного военного округа Министерства обороны Российской Федерации. Живёт и работает в городе Краснодар.

## Семья
- жена
- дети
- внуки

## Знаки отличия
- Орден «За службу Родине в Вооружённых Силах СССР» 3 степени
- Орден «За военные заслуги» (Россия)
- Юбилейная медаль «Двадцать лет Победы в Великой Отечественной войне 1941—1945 гг.»
- Медаль «За укрепление боевого содружества»
- Юбилейная медаль «300 лет Российскому флоту»
- Юбилейная медаль «50 лет Вооружённых Сил СССР»[3]
- Юбилейная медаль «60 лет Вооружённых Сил СССР»[4]
- Юбилейная медаль «70 лет Вооружённых Сил СССР»[5]
- Медаль «200 лет Министерству обороны»
- Медаль «За безупречную службу» I степени
- Медаль «За безупречную службу» II степени
- Медаль «За безупречную службу» III степени
- Медаль «За ратную доблесть» и др.